# ضرب الدم
ضرب الدم (بالإنجليزية: Strike the Blood)‏ هي رواية خفيفة يابانية تم عمل مانغا مقتبس منها في 2012 وتم عمل مسلسل أنمي من إنتاج سيلفر لينك وكونكت عرض في 4 أكتوبر 2013 حتى 28 مارس 2014.